# Kápolna, Heves
Kápolna  este un sat în districtul Füzesabony, județul Heves, Ungaria, având o populație de 1.567 de locuitori (2011). 

## Demografie
Componența etnică a satului Kápolna
     Maghiari (78,73%)
     Romi (18,35%)
     Germani (2,4%)
     Necunoscut (0,23%)
     Români (0,29%)
     Alții (0,23%)
Componența confesională a satului Kápolna
     Romano-catolici (56,03%)
     Fără religie (11,49%)
     Reformați (1,47%)
     Necunoscută (29,99%)
     Alte religii (8,1%)
Conform recensământului din 2011, satul Kápolna avea 1.567 de locuitori. Din punct de vedere etnic, majoritatea locuitorilor (78,73%) erau maghiari, existând și minorități de romi (18,35%) și germani (2,4%). Apartenența etnică nu este cunoscută în cazul a 0,23% din locuitori.  Din punct de vedere confesional, majoritatea locuitorilor (56,03%) erau romano-catolici, existând și minorități de persoane fără religie (11,49%) și reformați (1,47%). Pentru 29,99% din locuitori nu este cunoscută apartenența confesională.